# 35号州际公路德克萨斯州段
35号州际公路（英語：Interstate 35, I-35）德克萨斯州段全长407.195英里。為南北走向。它南端位於美墨邊界附近的拉雷多，北端位於红河。从北向南途徑圣安东尼奥、奧斯汀和韋科等城市，并在希尔斯伯勒以北分叉成两条支线：35E号州际公路（I-35E）向东北延申，行经达拉斯；35W号州际公路（I-35W）向西北延申，行经沃斯堡。两条支线在登顿重新汇合，并一直延续至俄克拉荷马州界。I-35E支线延续使用35号公路南段的出口序号，并接续至35号公路北段。I-35W支线使用独立的出口序号。